# Protoxaea micheneri
Protoxaea micheneri är en biart som beskrevs av Hurd och Linsley 1976. Protoxaea micheneri ingår i släktet Protoxaea och familjen grävbin. Inga underarter finns listade i Catalogue of Life.